# Port lotniczy Yining
Port lotniczy Yining (IATA: YIN, ICAO: ZWYN) – port lotniczy położony w Yining, w regionie autonomicznym Sinciang, w Chińskiej Republice Ludowej.

## Linie lotnicze i połączenia
| Linia Lotnicza           | Kierunek |
| ------------------------ | --- |
| Air China                | 1. Pekin 2. Chengdu-Shuangliu 3. Karamay 4. Korla 5. Urumczi                                                                        |
| Beijing Capital Airlines | 1. Pekin-Daxing 2. Xi’an 3. Yinchuan                                                                                                |
| Chengdu Airlines         | 1. Aksu 2. Altay 3. Aral 4. Kaszgar 5. Kuqa 6. Shache 7. Shihezi 8. Tacheng 9. Turfan 10. Yutian                                    |
| China Eastern Airlines   | 1. Nankin 2. Szanghaj-Pudong 3. Xi’an                                                                                               |
| China Express Airlines   | 1. Aksu 2. Aral 3. Hami 4. Hotan 5. Karamay 6. Kaszgar 7. Korla 8. Kuqa 9. Shache 10. Tacheng 11. Tumxuk                            |
| China Southern Airlines  | 1. Altay 2. Pekin-Daxing 3. Changsha 4. Hangzhou 5. Kaszgar 6. Korla 7. Nankin 8. Szanghaj-Hongqiao 9. Urumczi 10. Wuhan 11. Xining |
| Shenzhen Airlines        | 1. Chongqing 2. Shenzhen |
| Sichuan Airlines         | 1. Chengdu-Tianfu |
| Spring Airlines          | 1. Chengdu-Tianfu |
| Tianjin Airlines         | 1. Kaszgar 2. Shache 3. Tumxuk 4. Urumczi                                                                                           |